# Washougal
Washougal is een plaats (city) in de Amerikaanse staat Washington, en valt bestuurlijk gezien onder Clark County.

## Demografie
Bij de volkstelling in 2000 werd het aantal inwoners vastgesteld op 8595.
In 2006 is het aantal inwoners door het United States Census Bureau geschat op 11.326, een stijging van 2731 (31.8%).

## Geografie
Volgens het United States Census Bureau beslaat de plaats een oppervlakte van
13,0 km², waarvan 12,8 km² land en 0,2 km² water. Washougal ligt op ongeveer 11 m boven zeeniveau.

## Plaatsen in de nabije omgeving
De onderstaande figuur toont nabijgelegen plaatsen in een straal van 12 km rond Washougal.